# Chengdu J-20
Tiêm kích Thành Đô J-20 (tiếng Trung 殲-20) hay Chengdu J-20 "Mighty Dragon" (là máy bay tiêm kích tàng hình hai động cơ thế hệ thứ 5 do Tập đoàn công nghiệp hàng không Thành Đô sản xuất nhằm phục vụ cho Không quân Quân Giải phóng Nhân dân  Trung Quốc Trung Hoa. Cuối năm 2010, J-20 đã thực hiện chuyến bay thử nghiệm tốc độ lớn. Chiếc J-20 thực hiện chuyến bay đầu tiên ngày 11 tháng 1 năm 2011. Tướng Hà Vi Vinh (He Weirong, 何为荣), tư lệnh phó Không quân Quân Giải phóng Nhân dân nói trong tháng 11 năm 2009 rằng ông hy vọng J-20 sẽ đưa vào phục vụ quân đội từ 2017–2019.
J-20 có thiết kế hình khá độc đáo trông giống như dự án máy bay tàng hình MiG 1.44 của Nga vốn không được sản xuất hàng loạt. Còn vật liệu công nghệ tàng hình được cho là có thể làm dựa trên chiếc F-117 vốn bị bắn rơi tại Kosovo năm 1999 hoặc của chiếc B-2 Spirit có thể lấy được theo cách nào đó. Dù vậy Trung Quốc đã khẳng định rằng máy bay là sản phẩm được phát triển hoàn toàn trong nội địa và có thể sánh ngang với chiến đấu cơ thế hệ thứ năm F-22 của Hoa Kỳ hay Sukhoi T-50 của Nga.
J-20 hiện sử dụng hai động cơ AL-31 của Nga việc thường thấy của các vấn đề trong sự phát triển của ngành hàng không Trung Quốc. Trong khi Trung Quốc tuyên bố là động cơ WS-10 sẽ được dùng trên máy bay. Nhưng hiện loại động cơ này đang gặp nhiều khó khăn trong việc phát triển và gặp phải rắc rối nghiêm trọng khi vận hành. Vì thế việc sản xuất các mẫu thử nghiệm J-20 bị cản trở do không có nhiều động cơ phù hợp để trang bị cho máy bay. Dù vậy cũng đã có 4 chiếc được chế tạo thử nghiệm với các động cơ có sẵn và một trong số đó được dùng để thử một loại động cơ mới. Vì thế Trung Quốc nói rằng họ không quan tâm đến các động cơ mới được Nga giới thiệu. Nhưng việc lại đang cố tái xúc tiến việc mua máy bay Su-35 vốn hủy trước đó do không đạt thỏa thuận khi vừa được giới thiệu là có động cơ 117S mới, gây nhiều nghi ngờ về việc thật chất là để có thể tiếp cận và xem xét gắn động cơ mới này cho J-20 nếu như việc phát triển mẫu động cơ thử nghiệm mới cho máy bay là WS-15 lại tiếp tục gặp trục trặc và tiến độ tiếp tục lùi vô hạn. Đây là một trong những điểm yếu lớn nhất trong thiết kế của loại máy bay này. Nếu không khắc phục thì sẽ không bao giờ đủ khả năng duy trì hoạt động của các tiêm kích một cách độc lập. Vì thế cần phải tự lập khả năng chế tạo động cơ trước thông qua việc dựa theo công nghệ của Nga. Các vấn đề còn lại là thiết kế thân của J-20 trông có vẻ như không hợp lý. Trong khi khoang chứa vũ khí được thiết kế khá lớn để mang nhiều loại vũ khí khác nhau thì cánh của máy bay lại quá nhỏ. Thiết kế khí động học không được hợp lý lắm gây ảnh hưởng đến khả năng tàng hình và khả năng cơ động của J-20. Cũng như hai động cơ của loại máy bay này nằm sát nhau việc có thể tạo ra rãnh xoáy nguy hiểm khi hoạt động với tốc độ cao.